# Awake and Breathe
Awake and Breathe è il secondo album in studio del gruppo musicale irlandese B*Witched. Pubblicato il 18 ottobre 1999, a circa un anno dal fortunato album d'esordio B*Witched, questo nuovo lavoro arriva al 5º posto nella classifica degli album più venduti nel Regno Unito. Dall'album vengono estratti tre singoli, mentre un quarto non verrà mai pubblicato visto gli insuccessi dei precedenti.

## Tracce
Testi e musiche di B*Witched, Ray Hedges e Martin Brannigan, eccetto dove indicato.
1. If It Don't Fit – 3:37
2. Jesse Hold On – 3:19 (B*Witched, Hedges, Brannigan, Robert Hodgens)
3. I Shall Be There (feat. Ladysmith Black Mambazo) – 4:12
4. Jump Down – 3:04 (Hedges, Brannigan, Tracy Ackerman)
5. Someday – 3:27
6. Leaves – 3:15
7. The Shy One – 3:09
8. Red Indian Girl – 3:35 (B*Witched, Hedges)
9. It Was Our Day – 3:20
10. My Superman – 3:02
11. Are You a Ghost? – 3:34
12. In Fields Where We Lay – 2:27

## Classifiche

### Classifiche settimanali
| Classifica (1999) | Posizione massima |
| ----------------- | ----------------- |
| Irlanda           | 60                |
| Nuova Zelanda     | 27                |
| Regno Unito       | 5                 |
| Stati Uniti       | 91                |

### Classifiche di fine anno
| Classifica (1999) | Posizione |
| ----------------- | --------- |
| Regno Unito       | 54        |